# Nanoalliage cuivre-palladium
Un nanoalliage cuivre-palladium est une combinaison entre l'élément chimique cuivre (Cu) et de palladium (Pd) à l'échelle nanométrique.
Il possède d'importantes propriétés catalytiques.

## Structure
Le nanoalliage cuivre-palladium existe sous différentes phases ordonnées.
- {\displaystyle {\ce {CuPd}}} (Bcc,B2)
- {\displaystyle {\ce {Cu3Pd}}} (Fcc,L12)
- {\displaystyle {\ce {Cu4Pd}}} (tétragonal)